# Christine Buchholz
Pour les articles homonymes, voir Buchholz.
Christine Buchholz, née le 2 avril 1971 à Hambourg, est une personnalité politique allemande.
Membre du parti Die Linke, elle est élue en 2009 au Bundestag.

## Biographie
Buchholz participe depuis le début des années 1990 au militantisme antifasciste. Elle est active notamment dans l'organisation trotskiste Linksruck et participe activement à des mouvements altermondialistes comme ATTAC.
Par le biais de Linskruck, elle intègre le parti Alternative électorale travail et justice sociale (WASG), fondé en 2005, qui devient en 2007 Die Linke. Elle est un membre du comité exécutif du nouveau parti.
Élue en 2009 au parlement allemand, elle s'y oppose notamment à la politique d'austérité, au Mécanisme européen de stabilité et au Pacte budgétaire européen.